# Кымпяну, Павел
Павел Кымпяну (рум. Pavel Câmpeanu, до 1990 г. Cîmpeanu; 29 февраля 1920 — 2 декабря 2003) — румынский социолог и общественный деятель. Доктор социологических наук. Часть работ опубликована под псевдонимом Фелипе Гарсия Касальс (исп. Felipe García Casals).

## Биография
В юности присоединился к коммунистическому движению. Подвергался репрессиям, был арестован и брошен в тюрьму (сидел в одной камере с Николае Чаушеску).
В 1950-е годы работал в отделе внешних связей ЦК Румынской коммунистической партии; на этой должности он поддерживал отношения между РКП и эмигрантским центром Коммунистической партии Греции в Бухаресте, а также с просоветской (антититовской) эмиграцией из Югославии.
В 1964 г. защитил диссертацию «Социальная обусловленность искусства при социализме» (рум. Condiționarea socială a artei în socialism, опубликована как монография). На протяжении многих лет занимался социологическими исследованиями театра, кино, телевидения. Опубликовал монографии «Радио, телевидение, аудитория» (рум. Radio, televiziune, public; 1972), «Люди и театр. Социологический взгляд на публику» (рум. Oamenii și teatrul. Privire sociologică asupra publicului; 1973), «Люди и телевидение. Социологический взгляд на телезрителя» (рум. Oamenii și televiziunea: privire sociologică asupra telespectatorului; 1979) и, в соавторстве со Штефаной Стериаде, «Люди и кино. Социологический взгляд на кинозрителя» (рум. Oamenii și filmul. O privire sociologică asupra spectatorului de film; 1985). Преподавал в Политехническом институте, затем на факультете журналистики и политических наук, руководил социологической группой на Румынском телевидении.
С 1965 года всё дальше отходил от официальной марксистско-ленинской трактовки «реального социализма». С 1971 года работал над анализом данных типов общества в неомарксистском ключе. Предложил свою вариацию теории «государственного капитализма» — трактовку общественной организации «реального социализма» как «синкретического общества». В 1976 г. передал французский перевод своей рукописи «Синкретическое общество» в США, где книга Кымпяну была переведена на английский, отредактирована американским политологом Альфредом Мейером и напечатана без ведома автора под псевдонимом, чтобы ему не повредить. Эта книга легла в основу трёх последующих напечатанных по-английски монографий о сталинизме.
В последней книге «Чаушеску, годы обратного отсчёта» (рум. Ceaușescu, anii numărătorii inverse; 2002, английский перевод 2003) дал анализ институциональных и идеологических механизмов формирования румынского социалистического режима.

## Книги
- The Syncretic Society, 1980
- The Origins of Stalinism: From Leninist Revolution to Stalinist Society, 1986
- The Genesis of the Stalinist Social Order, 1988
- Exit: Toward Post-Stalinism, 1990
- Ceauşescu: The Countdown, 2003